# Center Hill
Center Hill – miasto w Stanach Zjednoczonych, w stanie Floryda, w hrabstwie Sumter.